# Erich Lifka
Erich Lifka (* 16. März 1924 in Wien; † 22. April 2007 ebenda) war ein österreichischer Schriftsteller, Journalist und Übersetzer. Lifka, der als literarischer Autor vor allem mit Gedichten und Erzählungen hervorgetreten ist, war zudem eine der aktivsten Persönlichkeiten der europäischen homosexuellen Publizistik nach dem Zweiten Weltkrieg.
2013 wurde bekannt, dass Lifka biografische Angaben zum Widerstand gegen den Nationalsozialismus erfunden hat.

## Leben und Werk
Lifka besuchte in seiner Heimatstadt das Gymnasium. Obschon er sich bereits als Jugendlicher dem illegalen Kommunistischen Jugendverband angeschlossen hatte, wurde er nach dem Abitur 1942 zur Wehrmacht eingezogen und machte als Offiziersanwärter Karriere. 1943 wurde er aufgrund von Kontakten zu Partisanen verhaftet und zum Tode verurteilt. Mithilfe eines befreundeten Offiziers, der seine Strafakte vernichtete, überlebte er.
Nach Kriegsende studierte Lifka an der Universität Wien moderne Sprachen und Zeitungswissenschaft und legte die Dolmetscher- und Übersetzerprüfung für die englische und französische Sprache ab. Zwischen 1956 und 1959 veröffentlichte er drei Gedichtbände, die bei der zeitgenössischen Kritik viel Beachtung erfuhren. Für seinen zweiten Gedichtband Die Flut rückt vor (1957) wurde Lifka 1958 mit dem Literaturpreis der Stadt Wien ausgezeichnet.
Lifkas übriges literarisches und journalistisches Werk ist beinahe ausnahmslos in homosexuellen Freundschaftsblättern, Anthologien und Dokumentationen erschienen. Anfang der 1950er Jahre veröffentlichte er erstmals Artikel über die Situation der Homosexuellen in Österreich in der dänischen Zeitschrift Vennen (Der Freund). Bald war er regelmäßiger Mitarbeiter aller einschlägigen deutschsprachigen Zeitschriften, die der Homophilenbewegung zugeordnet werden können. Besonders nahe stand er der mehrsprachigen Schweizer Zeitschrift Der Kreis, mit deren Redakteuren Karl Meier und Rudolf Jung er eng befreundet war. Er arbeitete außerdem als Korrespondent und Redakteur für skandinavische und italienische Blätter der Zeit.
Lifkas Beiträge für all diese Publikationen decken ein breites Spektrum ab: Romantische Liebesgeschichten, tragische Novellen, historische Erzählungen und engagierte Agitationslyrik reflektieren die Lebenswirklichkeit homosexueller Männer unter der ständigen Bedrohung von öffentlicher Moral, staatlicher Obrigkeit und Strafjustiz und entwerfen Szenarien und Situationen, in denen intime Begegnungen und Beziehungen zwischen Männern trotz aller äußeren Widerstände stattfinden konnten. Einschneidende historische Ereignisse und autobiografische Erinnerungen bilden dabei häufig den Hintergrund, beispielsweise der österreichische Juliputsch (1934), die solidarischen homosexuellen Freundeskreise in der Weimarer Republik, der Nationalsozialismus und das Kriegserlebnis sowie die Homosexuellenprozesse der zweiten österreichischen Republik in den 1950er Jahren.
In den frühen 1960er Jahren begann Lifka sich zunehmend von dem eher konservativen Homosexuellenbild zu lösen, das in den homophilen Freundschaftsblättern der unmittelbaren Nachkriegszeit propagiert wurde. Er schrieb nun auch Erzählungen mit offen pornographischen Schilderungen homosexueller Begegnungen, die nach Lockerung der Bestimmungen des Jugendschutzes seit Anfang der 1960er Jahre zunächst in Skandinavien, seit den frühen 1970er Jahren auch in deutschen Schwulenmagazinen erscheinen konnten. Mit dem Detektiv Larry Dawe schuf er in dieser Zeit zudem einen der ersten schwulen Krimihelden.
1954 und 1958 wurde Lifka wegen Verstößen gegen den damaligen Paragraphen 129 des österreichischen Strafgesetzbuches, der homosexuelle Kontakte bestrafte, zu vier beziehungsweise achtzehn Monaten Zuchthaus verurteilt. Lifka erfuhr während der Prozesse und in der Haftzeit die Unterstützung prominenter österreichischer Publizisten und Juristen, darunter der damalige Anwalt und spätere zweimalige österreichische Justizminister Christian Broda. Ein drittes Verfahren gegen Lifka wurde 1969, kurz vor der ersten Novellierung des Strafrechtsparagraphen, niedergeschlagen.
Neben literarischen Texten schrieb und übersetzte Lifka zahllose Artikel zu den kulturellen und politischen Aktivitäten der europäischen Homosexuellenbewegung sowie zur Geschichte der Homosexualität. In den frühen 1980er Jahren arbeitete Lifka an mehreren Publikationen des Sexualhistorikers Joachim S. Hohmann zur homosexuellen Literaturgeschichte mit, darunter eine von Lifka übersetzte Anthologie mit homosexuellen Kurzgeschichten und eine Dokumentation zur Geschichte des Kreis. Hohmann gab 1980 unter dem Titel Freundesliebe eine Auswahl mit Erzählungen und Gedichten sowie autobiografischen Texten von Lifka heraus.
Lifka schrieb auch unter folgenden Pseudonymen: Theo Blankensee, Hans Hagen, Dr. Erich Klostermann, Georg Rotheisen, Karlheinz Santner u. a.
Erich Lifka starb am 22. April 2007 nach längerer Krankheit in Wien. Er wurde auf eigenen Wunsch am Wiener Zentralfriedhof eingeäschert und am 8. Mai 2007 im kleinen Kreis am Ober Sankt Veiter Friedhof beigesetzt. Ein Teilnachlass befindet sich im QWIEN-Archiv.

## Werke
Buchveröffentlichungen (ohne Übersetzungen)
- Erich Lifka: Rufer in der Nacht. Gedichte, Wien: Europa-Verlag 1956
- Erich Lifka: Die Flut rückt vor. Neue Gedichte, Wien: Verlag für Jugend und Volk 1957
- Erich Lifka: Ahnung und Zeichen. Die dritte Gedichtsammlung, Wien: Verlag für Jugend und Volk 1959
- Die Tigerfalle. Homosexuelle Kurzgeschichten aus Amerika, England und Frankreich, hrsg. von Joachim S. Hohmann. Ins Deutsche übertr. von Erich Lifka, Frankfurt/Main, Berlin: Foerster 1980, 2. Aufl. 1982
- Erich Lifka: Freundesliebe. Aus dem Leben eines Homophilen, hrsg. und mit einem Nachwort von Joachim S. Hohmann, Frankfurt/Main, Berlin: Foerster-Verlag 1980
- Der Kreis. Erzählungen und Fotos, ausgew., erl. und hrsg. von Joachim S. Hohmann. Unter Mitarb. von Erich Lifka, Frankfurt/Main, Berlin: Foerster-Verlag 1980
- Erich Lifka: Larry Dawe jagt heiße Boys. Homosexuelle Kriminalgeschichten, Berlin: Foerster-Verlag 1982
- Erich Lifka: Der P. D. Wie Österreich den 3. Weltkrieg auslöste, Bisamberg: Rundblick-Verlag 1988

Mitarbeit an Zeitschriften (Auswahl)
Amigo (Kopenhagen, 1960er Jahre) – Die Freundschaft (Hamburg, 1950er Jahre) – Die Gefährten (Frankfurt/Main, 1950er Jahre) – Der Kreis (Zürich, 1950er-1960er Jahre) – Der Ring (1950er Jahre) – Der Weg (Hamburg, 1950er-1960er Jahre) – Pikbube (Berlin, 1970er Jahre) – Vennen (Kopenhagen, 1940er-1950er Jahre) – him (1970er Jahre)
Beiträge in Anthologien (Auswahl)
- Erich Lifka: Die Hotelratte (Erzählung), in: Männerfreundschaften. Die schönsten homosexuellen Liebesgeschichten der vergangenen siebzig Jahre, hg. v. Joachim S. Hohmann, Frankfurt/Main: Foerster 1979, S. 78–92.
- Erich Lifka: Licht in der Nacht. Eine Wiener Skizze (Erzählung), in: Der Kreis. Erzählungen und Fotos (siehe oben), S. [33–37].
- Erich Lifka: In modo antico (Gedicht); Bambi. Eine Gefängniserinnerung an Österreich (Erzählung), in: Entstellte Engel. Homosexuelle schreiben, hg. v. Joachim S. Hohmann, Frankfurt/Main: Fischer Taschenbuch Verlag 1983 (Fischer-Taschenbuch 5761), S. 143; S. 167–172.
- Erich Lifka: Links, wo das Herz ist; Landesgericht zwei, Wien, in: Männer mag man eben. Das schwule Lesebuch Österreich, hg. v. Andreas Brunner und Hannes Sulzenbacher, Wien: Löcker 2001, ISBN 3-85409-347-0, S. 170–174; S. 175–178.